# ديورانت (أوكلاهوما)
ديورانت (بالإنجليزية: Durant, Oklahoma)‏ هي مدينة تقع في مقاطعة براين، أوكلاهوما بولاية أوكلاهوما في الولايات المتحدة. تبلغ مساحة هذه المدينة 69.3 (كم²)، وترتفع عن سطح البحر 194 م، بلغ عدد سكانها 15856 نسمة في عام 2010 حسب إحصاء مكتب تعداد الولايات المتحدة.

## التركيبة السكانية
حدّد مكتب تعداد الولايات المتحدة بيانات التركيبة السكانية لديورانت في تعداد الولايات المتحدة. في ما يلي، التركيبة السكانية حسب تعدادي 2000 و2010.

### تعداد عام 2000
بلغ عدد سكان ديورانت 13,549 نسمة بحسب تعداد عام 2000، وبلغ عدد الأسر 5,488 أسرة وعدد العائلات 3,310 عائلة مقيمة في المدينة. في حين سجلت الكثافة السكانية 195.5 نسمة لكل كيلومتر مربع (506.3/ميل2). وبلغ عدد الوحدات السكنية 6,082 وحدة بمتوسط كثافة قدره 87.8 لكل كيلومتر مربع (227.4/ميل2).
وتوزع التركيب العرقي للمدينة بنسبة 78.99% من البيض و1.54% من الأمريكيين الأفارقة و12.27% من الأمريكيين الأصليين و0.90% من الأمريكيين ذوي الأصول الآسيوية و0.04% من سكان جزر المحيط الهادئ و1.57% من الأعراق الأخرى و4.68% من عرقين مختلطين أو أكثر و3.56% من الهسبانيون أو اللاتينيون من أي عرق.
بلغ عدد الأسر 5,488 أسرة كانت نسبة 31.9% منها لديها أطفال تحت سن الثامنة عشر تعيش معهم، وبلغت نسبة الأزواج القاطنين مع بعضهم البعض 42.8% من أصل المجموع الكلي للأسر، ونسبة 13.2% من الأسر كان لديها معيلات من الإناث دون وجود شريك، بينما كانت نسبة 4.2% من الأسر لديها معيلون من الذكور دون وجود شريكة وكانت نسبة 39.7% من غير العائلات. تألفت نسبة 32.9% من أصل جميع الأسر من عدة أفراد يعيشون في نفس المنزل ونسبة 13% كانت تتألف من شخص يعيش بمفرده يبلغ من العمر 65 عاماً أو أكثر. وبلغ متوسط حجم الأسرة المعيشية 2.32، أما متوسط حجم العائلات فبلغ 2.97.
بلغ العمر الوسطي للسكان 31.0 عاماً. وكانت نسبة 23.1% من القاطنين تحت سن الثامنة عشر، وكانت نسبة 14.9% بين الثامنة عشر والرابعة والعشرين عاماً، ونسبة 24.2% كانت واقعةً في الفئة العمرية ما بين الخامسة والعشرين والرابعة والأربعين عاماً، ونسبة 17.7% كانت ما بين الخامسة والأربعين والرابعة والستين، ونسبة 14.1% كانت ضمن فئة الخامسة والستين عاماً فما فوق. يوجد لكل 100 أنثى 89.1 ذكر، ويوجد لكل 100 أنثى في الثامنة عشر من عمرها فما فوق 85.8 ذكر.
بلغ متوسط دخل الأسرة في المدينة 25,328 دولارًا، أما متوسط دخل العائلة فبلغ 32,988 دولارًا. وكان متوسط دخل الذكور 26,574 دولارًا مقابل 19,676 دولارًا للإناث. وسجل دخل الفرد الخاص بالمدينة 13,849 دولارًا. وكانت نسبة 17.2% من العائلات ونسبة 22.1% من السكان تحت خط الفقر، وكان من هؤلاء نسبة 25.3% تحت سن الثامنة عشر ونسبة 17.6% في الخامسة والستين من العمر وما فوق.

### تعداد عام 2010
بلغ عدد سكان ديورانت 15,856 نسمة بحسب تعداد عام 2010، وبلغ عدد الأسر 6,331 أسرة وعدد العائلات 3,651 عائلة مقيمة في المدينة. في حين سجلت الكثافة السكانية 228.8 نسمة لكل كيلومتر مربع (592.6/ميل2). وبلغ عدد الوحدات السكنية 7,202 وحدة بمتوسط كثافة قدره 103.9 لكل كيلومتر مربع (269.1/ميل2).
وتوزع التركيب العرقي للمدينة بنسبة 74.72% من البيض و2.25% من الأمريكيين الأفارقة و13.32% من الأمريكيين الأصليين و0.71% من الأمريكيين ذوي الأصول الآسيوية و0.01% من سكان جزر المحيط الهادئ و2.59% من الأعراق الأخرى و6.40% من عرقين مختلطين أو أكثر و7.13% من الهسبانيون أو اللاتينيون من أي عرق.
بلغ عدد الأسر 6,331 أسرة كانت نسبة 30.4% منها لديها أطفال تحت سن الثامنة عشر تعيش معهم، وبلغت نسبة الأزواج القاطنين مع بعضهم البعض 37.3% من أصل المجموع الكلي للأسر، ونسبة 14.2% من الأسر كان لديها معيلات من الإناث دون وجود شريك، بينما كانت نسبة 6.2% من الأسر لديها معيلون من الذكور دون وجود شريكة وكانت نسبة 42.3% من غير العائلات. تألفت نسبة 32.9% من أصل جميع الأسر من عدة أفراد يعيشون في نفس المنزل ونسبة 12.2% كانت تتألف من شخص يعيش بمفرده يبلغ من العمر 65 عاماً أو أكثر. وبلغ متوسط حجم الأسرة المعيشية 2.34، أما متوسط حجم العائلات فبلغ 2.96.
بلغ العمر الوسطي للسكان 30.9 عاماً. وكانت نسبة 22% من القاطنين تحت سن الثامنة عشر، وكانت نسبة 18.6% بين الثامنة عشر والرابعة والعشرين عاماً، ونسبة 24.8% كانت واقعةً في الفئة العمرية ما بين الخامسة والعشرين والرابعة والأربعين عاماً، ونسبة 20.5% كانت ما بين الخامسة والأربعين والرابعة والستين، ونسبة 14.2% كانت ضمن فئة الخامسة والستين عاماً فما فوق. وتوزع التركيب الجنسي للسكان بنسبة 48.6% ذكور و51.4% إناث.

## أعلام
- تشارلي جونسون
- جو دوبسون
- بات هولمز
- ميخائيل بوريدغ
- روبرت إل. وليامز
- ديمون جاكسون

## وصلات خارجية
- www.durant.org
- The US50 - Cities and Towns in Oklahoma State